# Wieża widokowa na Wielkiej Sowie
Wieża widokowa na Wielkiej Sowie – wieża widokowa wzniesiona w latach 1905–1906 z bloków betonowych na Wielkiej Sowie – najwyższym szczycie Gór Sowich. Właścicielem obiektu i zarządcą jest gmina Pieszyce.

## Historia
Pierwsza wieża widokowa na Wielkiej Sowie powstała z inicjatywy Towarzystwa Sowiogórskiego z Dzierżoniowa, które współpracowało z Towarzystwem Sowiogórskim z Walimia. Uzyskano zgodę właściciela gruntu hrabiego Wilhelma von Magnisa z Bożkowa. Projekt przygotował murarz i cieśla Heuber z Walimia. 20 września 1885 wmurowano kamień węgielny. Prace budowlane ruszyły wiosną 1886. Utrudniała je deszczowa pogoda. Otwarcie wieży nastąpiło 18 lipca 1886. Budowla miała 20 m wysokości, z czego 2 m przypadały na kamienną podstawę. Koszty budowy wyniosły 4576,69 marek. W 1887 zatrudniono strażnika, który dbał o porządek i pobierał opłaty za wstęp (10 fenigów od dorosłych, 5 fenigów od dzieci). W następnych latach wieżę wielokrotnie naprawiano. 24 maja 1904 pod dwoma turystami z Wrocławia załamały się spróchniałe schody. Obaj spadli na niższą kondygnację, nie odnosząc obrażeń. Budowlę zamknięto i jesienią 1904 zburzono.

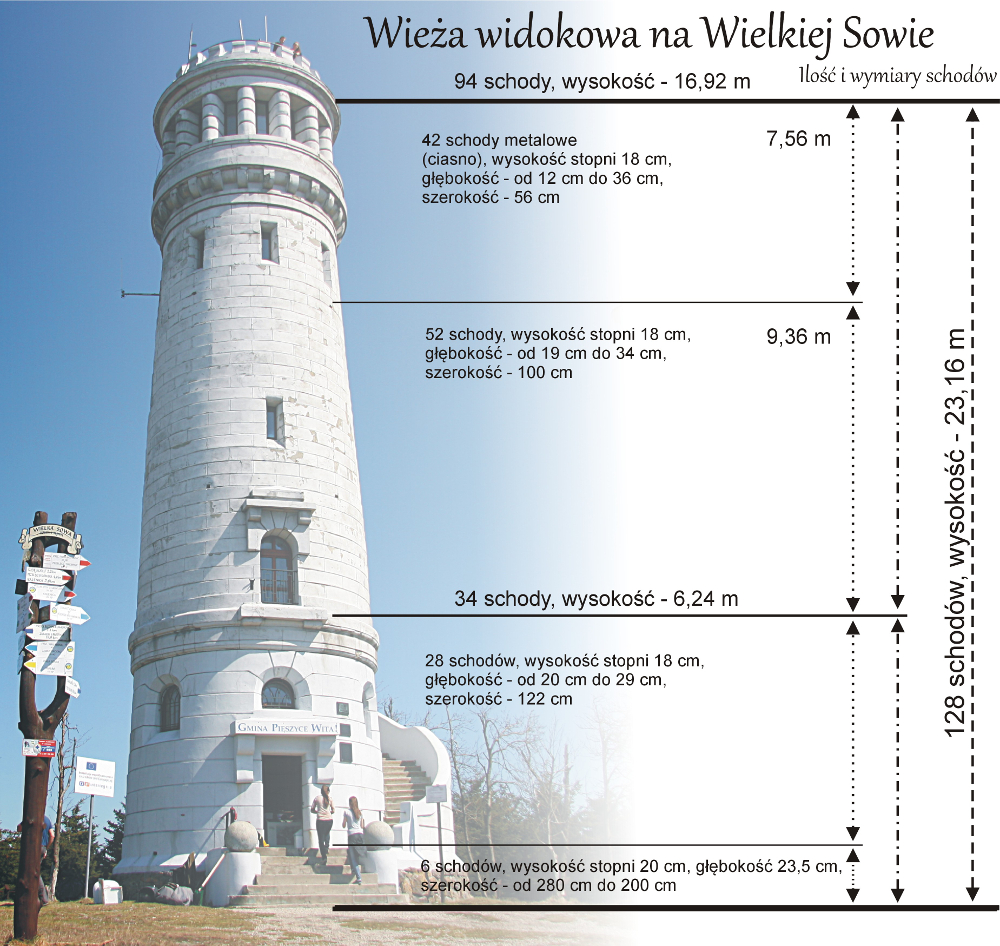
Orientacyjne wymiary wieży widokowej na Wielkiej Sowie w Gminie Pieszyce

Inicjatorem budowy nowej wieży był prezes dzierżoniowskiego Towarzystwa Sowiogórskiego Richard Tamm, który przeforsował ideę wzniesienia trwałej konstrukcji. Patronem murowanej budowli miał zostać kanclerz Otto von Bismarck (Bismarckturm). Konkurs na projekt wieży wygrał murarz Hennig z Walimia. Uzyskano zgodę na budowę od hrabiego Antona Franza von Magnisa z Bożkowa. Później jednak zmieniono lokalizację na część szczytu należącą do hrabiego Ernsta Juliusa von Seidlitza-Sandreczkiego z Bielawy. Również on wyraził zgodę na inwestycję. Kamień węgielny został położony 1 czerwca 1905. Wykonanie powierzono firmie Bestänier&George z Lipska specjalizującej się w budowie wysokich obiektów. Uroczyste otwarcie nastąpiło 24 maja 1906. Wieża, oficjalnie położona w Dzierżoniowie (Bismarckturm bei Reichenbach), miała 25 m wysokości. Na parterze znajdowała się sala pamięci z popiersiem Bismarcka wykonanym przez rzeźbiarza Harro Magnussena. W jej trzech oknach znajdowały się witraże z motywami nawiązującymi do żelaznego kanclerza. Koszty budowy wyniosły ok. 20 000 marek.
W 1910 w wieży umieszczono brązową tablicę ku czci zmarłego rok wcześniej Richarda Tamma. Wstęp na wieżę był płatny. Zatrudniano strażnika budowli zwanego der alte Stephan lub Vater Spitzer. Pracował on co najmniej do 1931, gdy miał 73 lata.
Po II wojnie światowej wieża otrzymała imię generała Władysława Sikorskiego, a następnie ok. 1980 Mieczysława Orłowicza. Obie nazwy się nie przyjęły. W 2006 Gmina Pieszyce zakończyła remont budowli, który kosztował 250 000 złotych.
Dziś obiektem i terenem wokół wieży widokowej zarządza gmina Pieszyce. Budowla na Wielkiej Sowie jest jedną z kilku wież widokowych w Sudetach Środkowych, ale jedną z niewielu wież Bismarcka, które dzisiaj służą turystom. Wieża na Wielkiej Sowie czynna jest codziennie (od maja do końca października) oraz w zimowe weekendy.

## Galeria

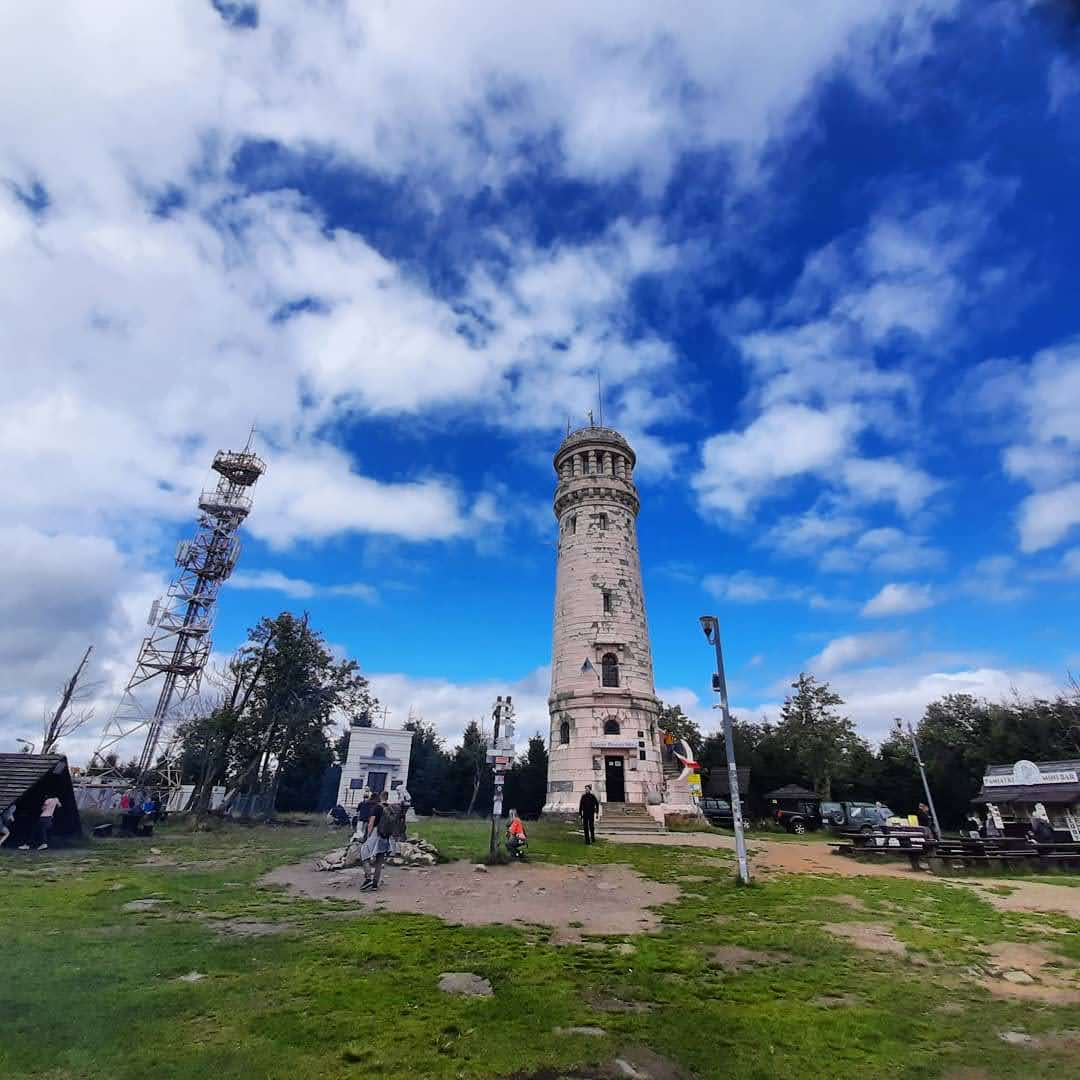
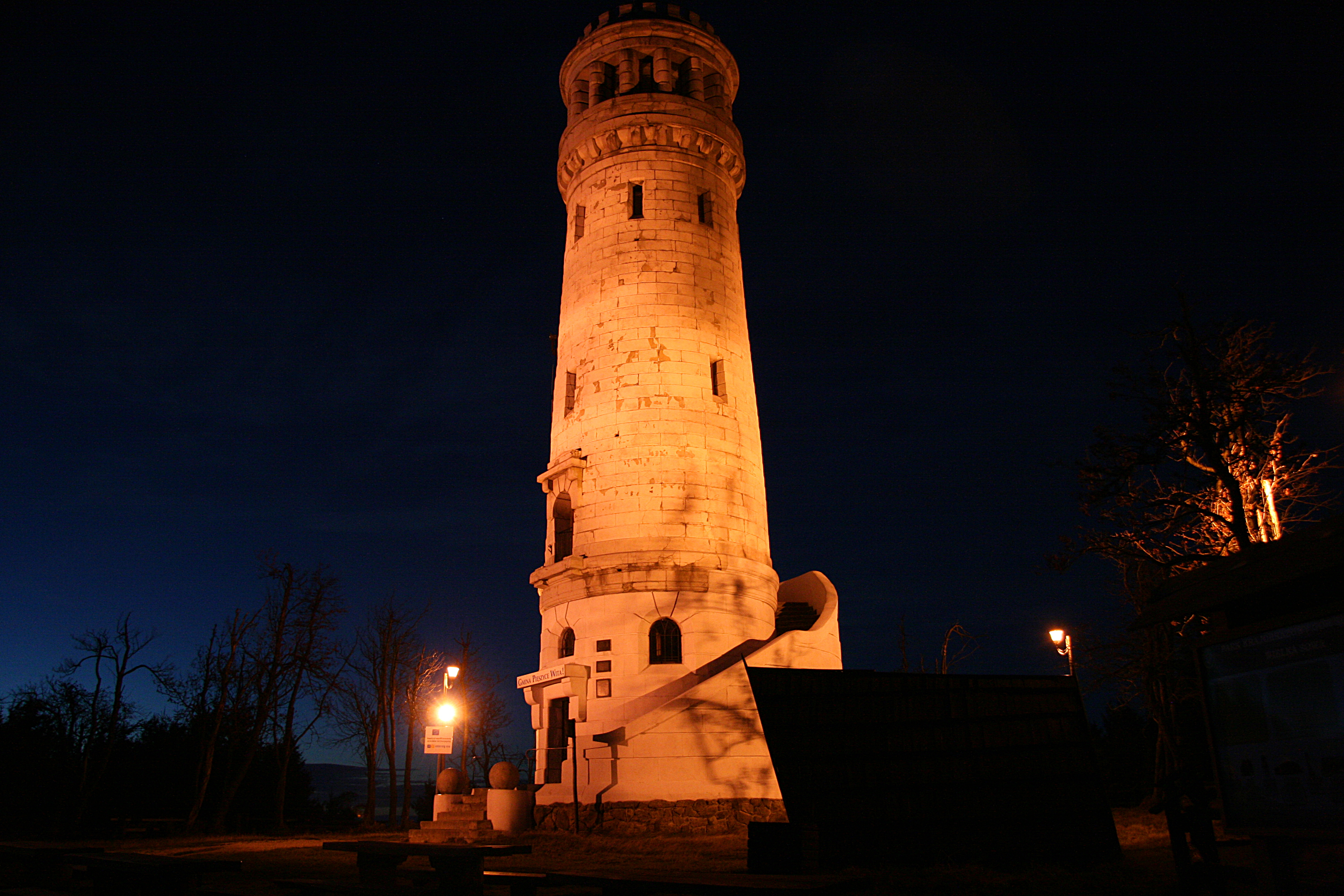
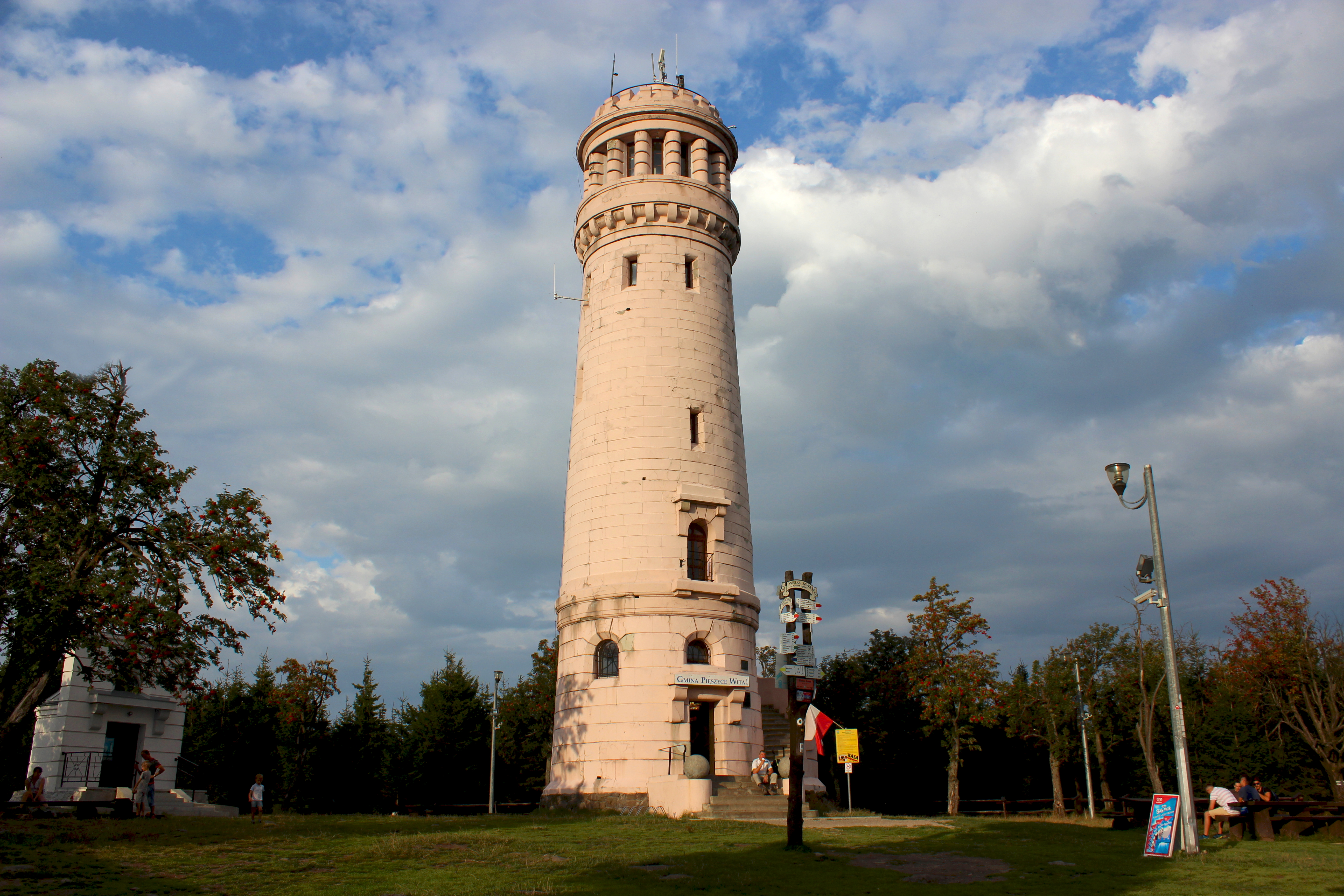
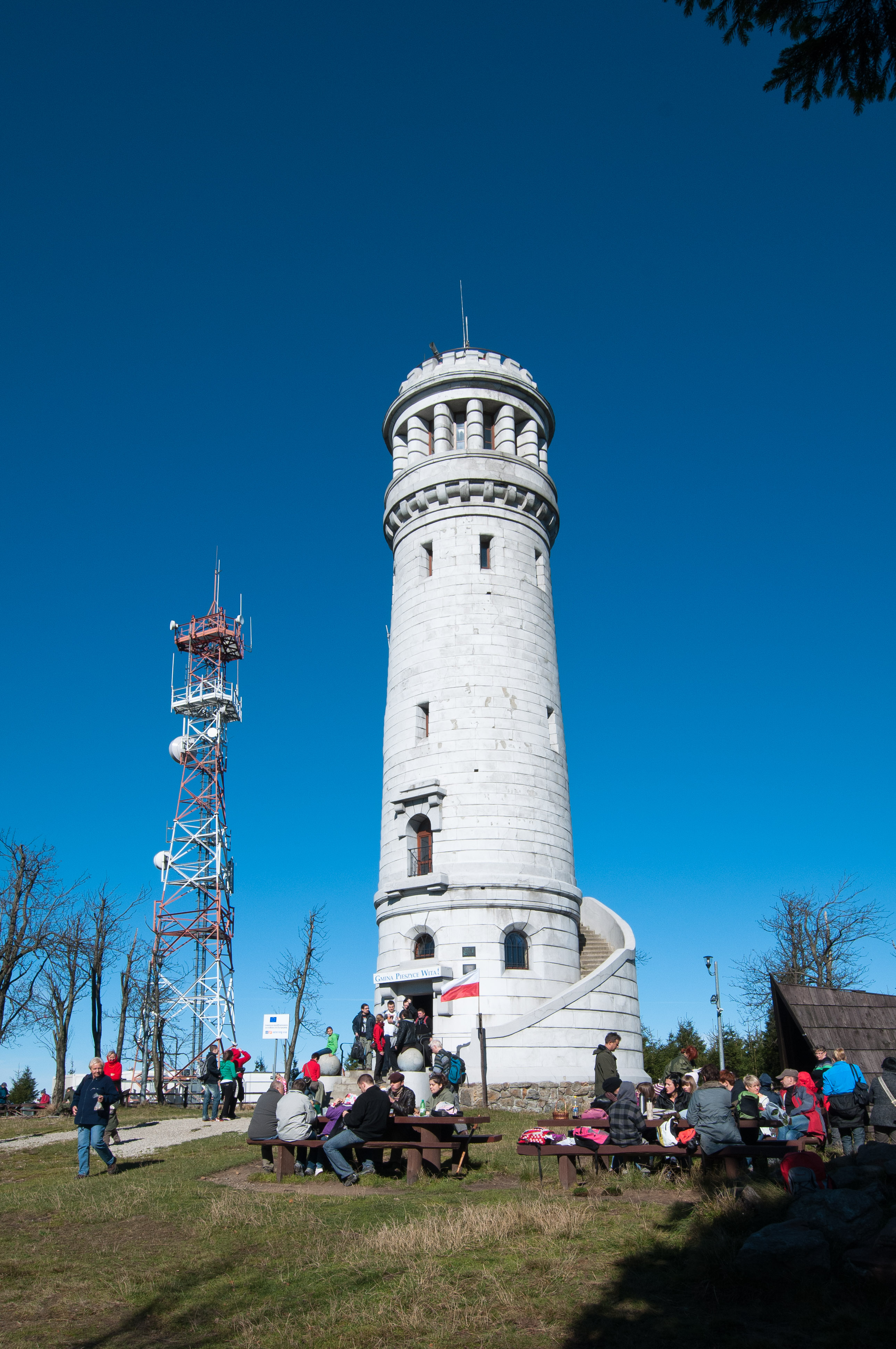
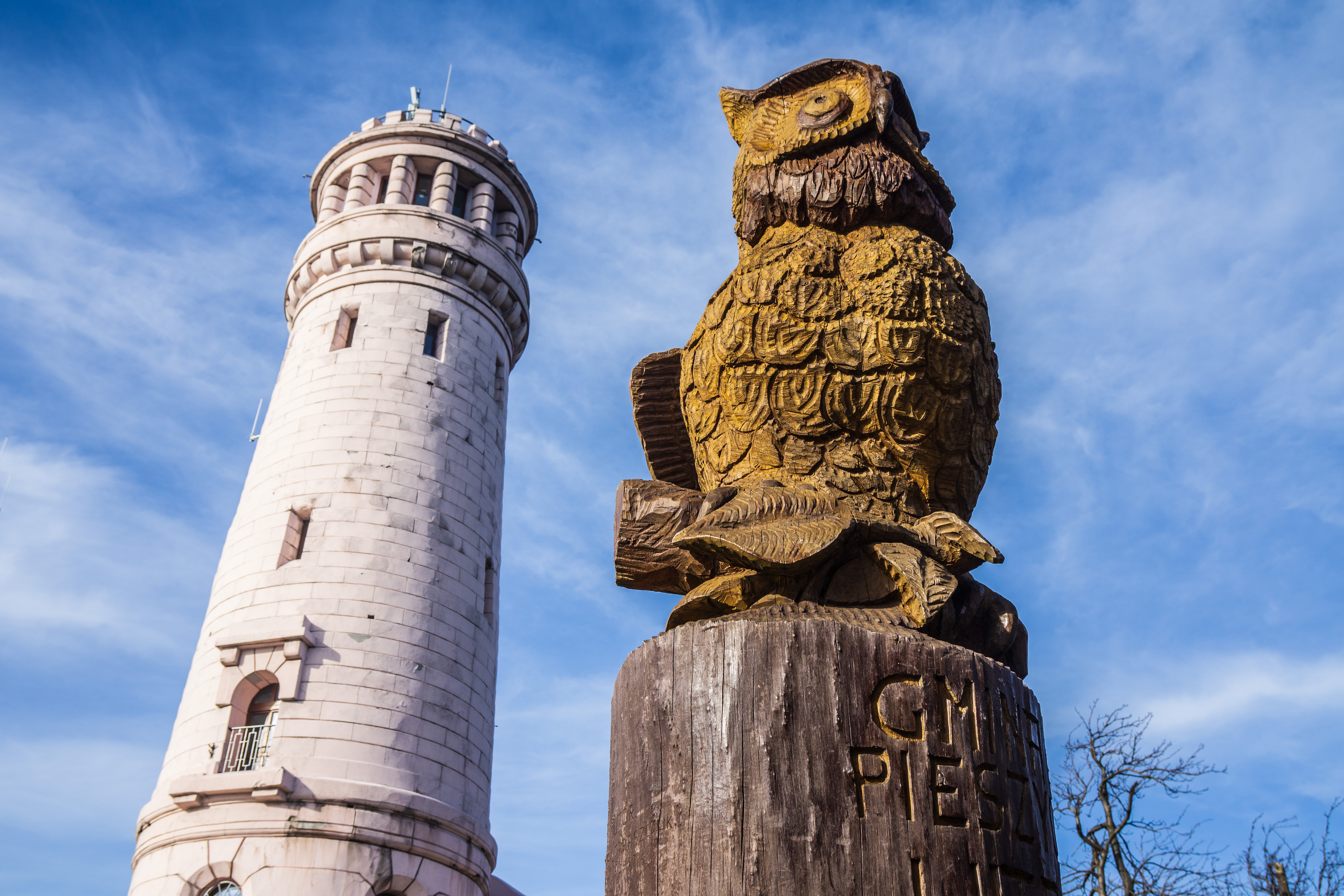